# Isfjord (Spitsbergen)

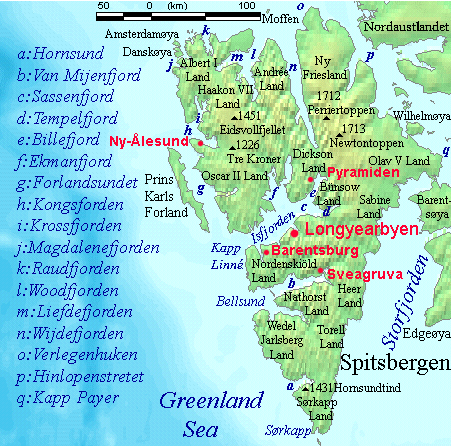
De Isfjord is gesitueerd aan de westkust van Spitsbergen.

De Isfjord is met 107 km lengte de op een na langste fjord van de Spitsbergen-archipel. De fjord ligt aan de westkust van het eiland Spitsbergen. Een deel van de Isfjord is sinds 2003 een nationaal park, het Nationaal park Nordre Isfjorden.
In de Isfjord komen acht andere fjorden uit: Adventfjord (waaraan de hoofdstad Longyearbyen ligt), Sassenfjorden, Tempelfjorden, Billefjorden, Nordfjorden, Dicksonfjorden, Ekmanfjorden, en de Grønfjorden, evenals negen baaien: Gipsvika, Petuniabukta, Adolfbukta, Brevika, Yoldiabukta, Borebukta, Ymerbukta, Trygghamna, en Colesbukta.
Aan de oevers van deze fjord en zijn uitlopers liggen de twee grootste nederzettingen in Spitsbergen (Barentszburg en Longyearbyen), het radiostation Isfjord radio, evenals de verlaten nederzettingen en spooksteden Pyramiden, Grumantbyen, Colesbukta en Advent City.
Naar het noordwesten vanaf de monding ligt de zeestraat Forlandsundet en ongeveer 40 kilometer zuidelijker ligt het fjord Bellsund.

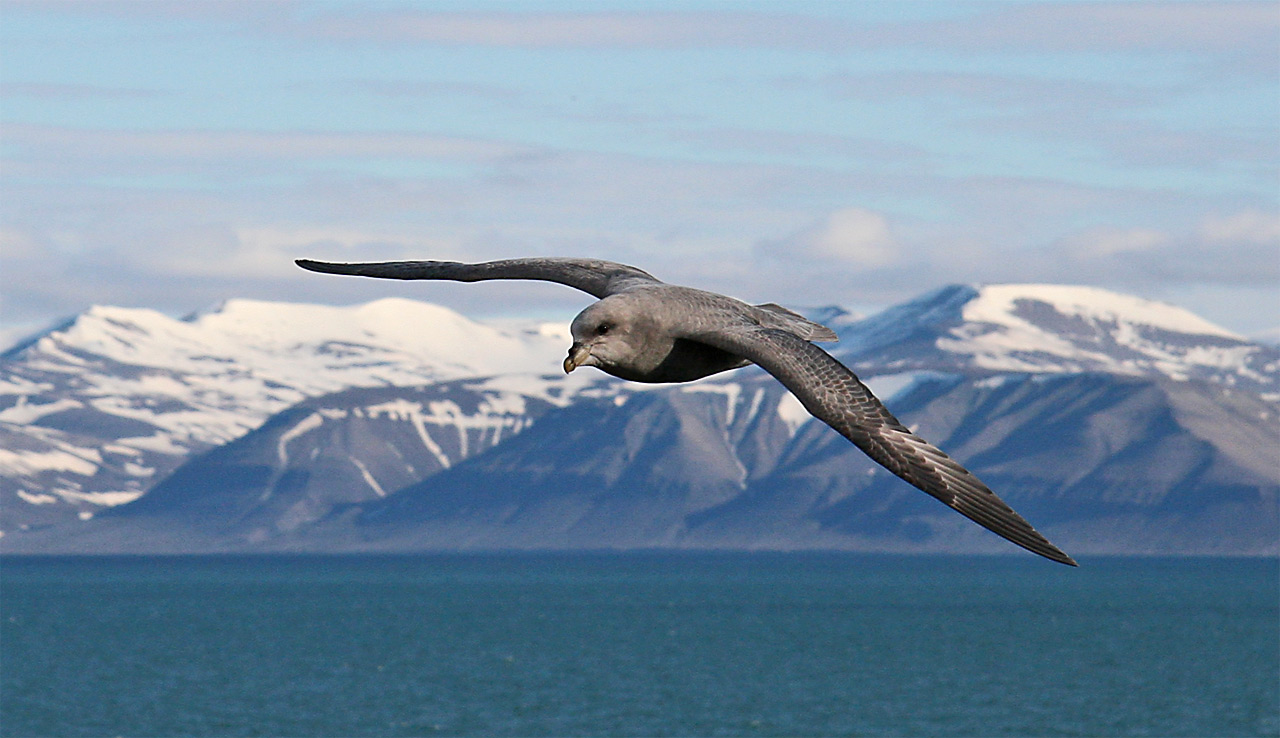
Een Noordse stormvogel vliegt over de Isfjord.